# Misionero de la consolata en barlovento
Misioneros de la Consolata en Venezuela
El Instituto Misiones Consolata (en latín: Institutum missionum a Consolata) es una congregación religiosa clerical, de la Iglesia católica, fundada por el sacerdote italiano José Allamano, el 29 de enero de 1901, en Turín. Los religiosos de este instituto son conocidos como Misioneros de la Consolata, y posponen a sus nombres las siglas I.M.C.

## Historia
El sacerdote italiano José Allamano, rector del Santuario de la Consolata de Turín, se dedicó a la formación de sacerdotes misioneros, con el ideal de continuar la obra de evangelización del cardenal Guglielmo Massaia, en Etiopía. Allamano quería ser misionero, pero por problemas de salud que le impedían ir a las misiones, se dedicó entonces a cumplir el sueño de muchos otros capacitados para ello. Tenía como intención unir el grupo de misioneros al Instituto de los Santos Pedro y Pablo de Roma (actualmente PIME), pero el arzobispo de Turín, Agostino Richelmy y otros dieciséis obispos del Piamonte, le ordenaron fundar un nuevo instituto. 
José Allamano funda el Instituto Misiones Consolata, compuesto por sacerdotes y laicos, en honor a la advocación de la basílicade la cual era rector en Turín. El inicio del instituto fue el 29 de enero de 1901 y recibió la aprobación diocesana de parte del arzobispo de Turín, el 12 de octubre de 1905.
Como la finalidad del nuevo instituto era la evangelización de los pueblos de África, los primeros cinco misioneros llegaron a Kikuyu, Kenia, el 3 de mayo de 1902.  Poco después, Filippo Perlo, uno de ellos, será ordenado como el primer obispo de esa misión. Más tarde les fueron confiadas de parte de la Propaganda Fide, las misiones de Etiopía, Tanzania, Somalia y Mozambique. 
La congregación obtuvo la aprobación pontificia el 28 de diciembre de 1909 y sus constituciones fueron aprobadas definitivamente el 7 de septiembre de 1923. En el primero capítulo general celebrado en 1922 fue elegido el fundador como el primer superior general.
José Allamano murió en Turín el 16 de febrero de 1926 y fue beatificado por el papa Juan Pablo II el 7 de octubre de 1990.

## Familia consolatina
José Allamano fundó además de la rama masculina, una rama de religiosas, llamadas igualmente Misioneras de la Consolata.5 Estas dos ramas, más los laicos y voluntarios que ayudan en las misiones de los religiosos y religiosas, forman parte de la Familia Consolatina.

## Actividades y presencias
Santuario de la Consolata de Turín, lugar donde fue fundado el Instituto Misiones Consolata.
Los Misioneros de la Consolata se dedican esencialmente a la evangelización ad gentes, es decir a todos los pueblos que conocen a Cristo.
En 2011, la congregación contaba con unos 1017 misioneros, de los cuales 743 sacerdotes, y 234 comunidades, presentes en Argentina, Bolivia, Brasil, Canadá, Colombia, Corea del Sur, Costa de Marfil, Yibuti, Ecuador, España, Estados Unidos, Etiopía, Guinea Bissau, Italia, Kenia, México, Mongolia, Mozambique, Polonia, Portugal, Reino Unido, República Democrática del Congo, Sudáfrica, Taiwán, Tanzania, Uganda y Venezuela. La curia general se encuentra en Roma y su actual superior general es el religioso italiano Aquileo Fiorentini.
- Datos: Q56377366